# Württembergische T
Die Klasse T der Königlich Württembergischen Staats-Eisenbahnen (K.W.St.E) waren Rangiertenderlokomotiven mit zwei Kuppelachsen. Sie umfasste sieben umgebaute Schlepptenderlokomotiven der Klasse E, sowie zehn bei der Maschinenbau-Gesellschaft Heilbronn (MGH) neu gebaute Lokomotiven. Diese waren die einzigen in Heilbronn entworfenen Dampfloks für die Württembergische Staatsbahn. Die erste Lok davon wurde 1896 als T 1000 bezeichnet. Ab 1898 wurde sie zur T 1001. Den nachfolgend von Heilbronn beschafften Maschinen gab die K.W.St.E. fortlaufend die Nummern T 1002 bis T 1010. Die T 1003 wurde noch von der Deutschen Reichsbahn als 88 7401 übernommen. Mit einer Länge von 6,38 m war sie die kleinste Lokomotive im Bestand der Deutschen Reichsbahn. In früherer Literatur wird gelegentlich die nicht korrekte Bezeichnung Württembergische T 2 verwendet.

## Geschichte
Die Maschinenbau-Gesellschaft Heilbronn baute überwiegend Feld- und Industriebahnlokomotiven. Sie basierten größtenteils auf einer vereinheitlichten Konstruktion mit standardisierten Teilen, die in den Spurweiten von 600 mm bis Normalspur gebaut wurden. Die übliche Ausführung war eine zweiachsige Nassdampf-Lokomotive. Angeboten wurden sie als Typ I bis Typ VII. Aus dem Typ V, der erstmals 1876 mit 1.435 mm Spurweite an die Hibernia AG verkauft wurde, entstand die Klasse T. Sie wurde als kostengünstige Lokomotive für Rangieraufgaben beschafft. Die zuvor dafür umgebauten älteren Lokomotiven erwiesen sich doch nicht als optimal geeignet.
Die ersten drei Lokomotiven waren praktisch gleich mit dem Typ V. Ab der T 1004 wurde in mehreren Schritten begonnen, die Lokomotiven nach den Wünschen der Staatsbahn abzuändern. Die markanteste Abweichung war der höhere Rahmen, welcher ab der Lokomotive T 1005 eingebaut wurde. Der darin angebrachte Vorratsbehälter für Wasser vergrößerte sich so, dass die später gebauten Lokomotiven mehr Reichweite hatten und nicht so oft Wasser fassen mussten. 
Für die Württembergische T sind nur ihre Zuordnung im Bestand bei den Maschinen-Inspektionen bekannt, jedoch meist nicht der Bahnhof, bei denen sie ihre Rangierdienste bei der Württembergischen Staatsbahn versahen.

### T 1000/T 1001
Die Lokomotive wurde am 7. September 1896 mit der Fabriknummer 325 geliefert und trug bis 31. März 1898 die Bezeichnung T 1000, danach wurde sie zur T 1001. Regelmäßig zum 1. April endete bei der K.W.St.E. ein Geschäftsjahr. Nach diesem Stichtag wurde eine neue Bestandsliste angelegt, in welche die Änderungen einflossen. Die Lokomotive war überwiegend im Raum Rottweil im Einsatz. Sie wurde wahrscheinlich in den Jahren 1912 bis 1914 ausgemustert. Ihr frühes Ende kam wegen ihres einfacheren technischen Aufbaus gegenüber den später gebauten Lokomotiven der Klasse T. Sie hatte beispielsweise keine Einrichtung für die Zugheizung. Sie besaß ebenso keine Achslagerstellkeile, was ihre Wartung erschwerte.

### T 1002
Am 18. März 1899 kam die Lokomotive mit der Fabriknummer 332 zur K.W.St.E. Sie war der Maschinen-Inspektion Ulm zugeordnet. 1917 wurde die T 1002 an die Firma Heinrich Sohnius in Saarbrücken verkauft. Der letzte bekannte Beleg für ihre Existenz dort ist ein Auftrag für ihre Hauptuntersuchung im Jahr 1939 an die MGH. 

### T 1003
Sie wurde am 10. Mai 1899 geliefert. Ihre Fabriknummer lautet 349. Die K.W.St.E. und danach die Deutsche Reichsbahn setzte sie in Friedrichshafen ein. Sie war die einzige Maschine, welche als 88 7401 umgezeichnet wurde. 1928 wurde sie ausgemustert, ein danach erfolgter Verkauf ist nicht bekannt, in der Fachliteratur nimmt man an, dass die Lokomotive ein oder zwei Jahre später verschrottet wurde.

### T 1004
1899 mit der Fabriknummer 373 geliefert, war sie buchmäßig bei der Maschineninspektion Ulm eingeordnet. 1917 wurde sie an das Stahlwerk Wittmann in westfälischen Haspe verkauft. 

### T 1005
Die Lokomotive wurde am 13. Dezember 1899 mit der Fabriknummer 374 an die K.W.St.E geliefert. In den ersten Einsatzjahren war sie der Maschinen-Inspektion Ulm zugeordnet. 1912 ist sie bei der Maschinen-Inspektion in Stuttgart nachgewiesen, 1914 bei der Maschinen-Inspektion in Tübingen. Am 23. Oktober 1921 kaufte das Fürstlich Hohenzollerische Hüttenwerk Laucherthal die Lokomotive. Erst Mitte der 1970er Jahre wurde die Lok dort außer Dienst gestellt. Sie war damit die letzte württembergische Länderbahnlokomotive, die ihren Dienst quittierte. Am 3. September 1977 wechselte sie zum Eisenbahnmuseum Darmstadt-Kranichstein.
Bei Veranstaltungen wurde die Maschine angeheizt und gefahren. Am 3. September 1979 wechselte sie zum Deutschen Dampflokomotiv-Museum in Neuenmarkt. Bis Ablauf der Kesselfrist im April 1981 stand sie auch dort auch gelegentlich unter Dampf. Vergeblich bemühte man sich danach um eine Verlängerung der Kesselfrist und gab die Maschine letztendlich an das Museum für Verkehr und Technik in Berlin ab, welches sie am 29. Oktober 1986 holte. Sie gehört zu den ältesten erhaltenen Normalspur-Dampflokomotiven.
Seit dem 5. April 2025 steht sie wieder in Darmstadt-Kranichstein.

### T 1006
Geliefert wurde sie am 24. Februar 1900 mit der Fabriknummer 375. 1901 ist sie bei der Maschinen-Inspektion Stuttgart nachgewiesen. Wahrscheinlich wurde sie 1917 an die Weyland & Hoever (Hoch und Tiefbau) in Düsseldorf verkauft. 1922 gelangte sie zu Albatros Gesellschaft für Flugzeugunternehmungen mbH in Schneidemühl.

### T 1007
Am 31. Mai 1904 wurde die Lok an die K.W.St.E. mit der Fabriknummer 446 abgeliefert. Zugewiesen war sie den Maschinen-Inspektionen in Stuttgart. Am 2. Januar 1917 wurde sie an eine Glashütte bei Aachen verkauft. Wahrscheinlich wurde die Lok mit Schließung der Glasfabrik Ende der 1920er Jahre verschrottet, denn ein weiterer Verkauf wurde nicht mehr bekannt.

### T 1008
Geliefert am 31. Mai 1904 mit der Fabriknummer 447 an die K.W.St.E., war sie in Stuttgart beheimatet. Ein Foto aus dem Jahr 1908 dokumentiert ihre Verwendung bei dem Gaswerk Stuttgart-Gaisburg. Dorthin wurde sie bereits 1910 verkauft. Im Januar 1932 wurde sie von einer Württembergischen T 3, welche das Gaswerk nunmehr von der Deutschen Reichsbahn gekauft hatte, abgelöst und noch im gleichen Jahr verschrottet.

### T 1009
Am 22. August 1904 kam die Maschine mit der Fabriknummer 448 zur K.W.St.E, welche sie der Maschinen-Inspektion Ulm zuordnete. 1917 wurde sie an die Benzwerke in Gaggenau verkauft. Sie versah dort bis März 1960 ihren Dienst. Danach wurde sie verschrottet.

### T 1010
Die Lokomotive wurde am 10. Oktober 1904 mit an die K.W.St.E geliefert. Ihre Fabriknummer lautete 449. Eingesetzt wurde sie bei der Maschinen-Inspektion Heilbronn. Die Metallverwertungs-Gesellschaft Moses Stern A.G. in Gelsenkirchen-Bismarck, welche später in der Hoesch AG aufging, kaufte die Lok im Jahr 1917. Ihre Verschrottung ist nicht bekannt geworden.

## Fehler in früherer Fachliteratur
1. ↑  Im Umzeichnungsplan der DR von 1925 ist eingetragen: Alte Bezeichnung: Württ 1000 Neue Nummer: 88 7401 Baujahr: 1898 Fabriknummer 340 Hersteller: Heilbronn Diese Angaben sind nach Lieferliste der MGH falsch, tauchten aber gelegentlich in der Fachliteratur auf.
2. ↑   Gelegentlich wird in der Fachliteratur der T 1006 einen Einsatz im Zementwerk Nürtingen zugeschrieben. Tatsächlich handelt es sich jedoch um eine zweiachsige Tenderlokomotive von Borsig, die den Namen "HILDE" trug und der Württembergischen T ähnlich war. Sie wurde Mitte der 1960er Jahre verschrottet.
3. ↑  Im Salzwerk Kochendorf war eine Lokomotive des MGH Typs V mit der Fabriknummer 230 in Betrieb. Diese wird gelegentlich mit der T 1008 verwechselt. Beim Typ "V" handelt es die Ursprungsbauart der Württembergischen T, womit diese Verwechslung erklärt werden kann.
4. ↑   Da die T 1009 bei der Maschinenfabrik Esslingen im Jahr 1954 eine Hauptuntersuchung erhielt und Fotografien von der Indizierfahrt existieren, wurde gelegentlich in der Fachliteratur geschrieben, dass eine Württembergische T in Esslingen als Werklok gefahren ist.